# Centro Intercultural de Documentación
El Centro Intercultural de Documentación, más conocido por el acrónimo "CIDOC", fue fundado por Ivan Illich en 1966 en Cuernavaca, México. Era antepasado por el Centro por la capacitación intercultural creado en 1961.

### Descripción
Aquel centro único por si funcionó de 1966 a 1976. Reunió entre 300 y 400 personas (estudiantes y profesores). La base de su actividad se desarrollaba alrededor de cursos de español.
El CIDOC no funcionaba como una universidad, pues según Illich el aprendizaje debe ocurrir en total libertad. En la practica, pequeños anuncios fueron publicados en grandes periódicos americanos, con los temas propuestos para un semestre. Los interesados –como estudiantes o profesores– comunicaban con el registrar de CIDOC (los profesores dando su tema, sus objetivos y su CV). Era dar mucha responsabilidad en un contexto en que todos eran acostumbrados a "consumir" enseñanza. Ninguna lista de asistencia o certificado, ningún examen o tesina escrita. La mayoría de los estudiantes pertenecían a la generación del "baby boom" y se oponían a la sociedad de consumo de sus padres. Se reunían en Berkeley, Haight-Ashbury (San Francisco), Palo Alto o Esalen, así como en el propio CIDOC.
Los cursos dados por Illich fueron en inglés o en español según la semana. Los periódicos CIDOC Cuadernos, CIDOC Dossier y CIDOC Sondeos han interrogado el cambio social en América latina. Illich ha publicado unos sesenta números por año, con unos 200 a 300 ejemplares por número.
Martina Kaller-Dietrich resume así: El CIDOC fue un lugar de encuentro para humanistas que querían descubrir las consecuencias de los cambios sociales y ideológicos sobre el espíritu y el alma de la gente, en especial en América latina, y cita las palabras de Illich: 

"It is a setting for understanding the implications of social revolution, not an instrument for promoting particular theories of social action".

Diez años después, Illich mismo acabó con el CIDOC, convencido que el aura incomparable de aquel lugar no podía seguir, pues las instituciones "se deshacen". El CIDOC en el año de 1979 entregó al Colegio de México su biblioteca.

### Fama
Según Thierry Paquot, pasar por el CIDOC era un paso obligado para la izquierda radical, en particular la Drei-Welten-Lehre (de) (cosmología de Karl Popper). El CIDOC fue un punto de encuentro de los críticos radicales del sistema escolar en América latina.
Entre las personas que pasaron por el CIDOC, conocemos el poeta y escribano anarquista norteamericano Paul Goodman, el especialista de educación Everett Reimer, la ensayista y novelista norteamericana Susan Sontag en su juventud, el pedagogo Paulo Freire, el sociólogo de religiones Peter L. Berger, el docente y defensor de derechos de los niños John Holt (en), el profesor de iconografía de la Media Edad Gerhard Ladner, el capacitador Didier Pivetau, el norteamericano Joel Spring (en), el filósofo peruano Augusto Salazar Bondy (es), el filósofo vienes Leo Gabriel (de), el filósofo francés André Gorz, el politólogo quebequense Pierre Renaud (fr) y el filósofo de tecnologías Carl Mitcham (en).

### Críticas
El CIDOC fue a veces calificado de "centro de subversión" por conceptos como la sociedad sin escuelas o el rechazo de la predominancia de los expertos.
La colección de materiales sobre la historia de la organización social en América latina, de su desarrollo y problemas, pudo irritar la Iglesia católica, sin embargo esta permitió su operación.